# Stout
Stout je vrsta temnega piva, ki se proizvaja s postopkom zgornjega vrenja. Obstaja več različic stout piva, med katerimi so najbolj poznane dry stout, Baltic porter, milk stout ter imperial stout.
Izraz stout za vrsto piva se prvič pojavi v rokopisu iz leta 1677, iz besedila pa gre razbrati, da se je beseda uporabljala za močno pivo in ne za temno pivo. Izraz porter se prvič pojavi v zapisih iz leta 1721. Z izrazom je bilo opisano temno pivo, proizvedeno iz praženega sladu.